# Idaea bipartita
Idaea bipartita là một loài bướm đêm trong họ Geometridae.